# Herbert Foltinek
Herbert Foltinek (* 29. April 1930 in Wien; † 19. September 2015 in Wien) war ein österreichischer Anglist, Amerikanist und Hochschullehrer.

## Leben und Wirken
Herbert Foltinek studierte Anglistik, Germanistik und Philosophie an der Universität Wien und promovierte dort 1954 mit einer Dissertation über T. S. Eliot. Außerdem absolvierte er eine Ausbildung als Diplom-Übersetzer. Seit seiner Studienzeit hielt er sich oft zu Studien- und Forschungszwecken in Großbritannien auf. Nach seiner Promotion war er u. a. zunächst am Österreichischen Kulturinstitut in London tätig und für zwei Jahre Lektor für die deutsche Sprache an der University of Cambridge (Downing College).1959 übernahm er eine Stelle als wissenschaftlicher Assistent an der Universität Wien. 1966 habilitierte er sich dort für englische und amerikanische Sprache und Literatur. Im gleichen Jahr wurde er außerordentlicher, 1969 ordentlicher Professor. In den Ruhestand trat er 1998. Hauptsächlich beschäftigte er sich mit der englischen Romanliteratur des 19. Jahrhunderts, insbesondere mit Charles Dickens.
Im Jahre 1980 wurde Foltinek Vollmitglied der Österreichischen Akademie der Wissenschaften. Er war langjähriger Mitherausgeber der Zeitschrift "Sprachkunst. Beiträge zur Literaturwissenschaft".

## Veröffentlichungen (Auswahl)
- Vorstufen zum viktorianischen Realismus. Der englische Roman von Jane Austen bis Charles Dickens (= Wiener Beiträge zur englischen Philologie, Bd. 71). Braumüller, Wien 1968 (= Habilitationsschrift Universität Wien).
- (Hrsg.): Arthur Schnitzler / "Große Szene". Stiasny, Graz 1959.
- (Hrsg.): Susan Ferrier / Marriage. A novel. Oxford University Press, London 1971, ISBN 0-19-255349-6.
- Goethe und der englische Roman. In: Jahrbuch des Wiener Goethe-Vereins, Bd. 79 (1975), S. 30–43.
- Fieldings "Tom Jones" und das österreichische Drama. Verlag der Österreichischen Akademie der Wissenschaften, Wien 1976, ISBN 3-7001-0185-6.
- George Eliot (= Erträge der Forschung, Bd. 182). Wissenschaftliche Buchgesellschaft, Darmstadt 1982, ISBN 3-534-08625-2.
- Dramatische Ansätze in der englischen Romanliteratur des achtzehnten Jahrhunderts. Verlag der Österreichischen Akademie der Wissenschaften, Wien 1983, ISBN 3-7001-0590-8.
- Charles Dickens und der Zwang des Systems. Gestaltbildung und Geschlossenheit in den Romanen der Reife. Verlag der Österreichischen Akademie der Wissenschaften, Wien 1987, ISBN 3-7001-1225-4.
- Charles Dickens and the identity of the narrator. In: Herbert Foltinek (Hrsg.): Tales and "their telling difference". Zur Theorie und Geschichte der Narrativik. Festschrift zum 70. Geburtstag von Franz K. Stanzel (= Anglistische Forschungen, Bd. 221). Winter, Heidelberg 1993, S. 201–220, ISBN 3-8253-0048-X.
- (Hrsg., mit Christoph Leitgeb): Literaturwissenschaft intermedial – interdisziplinär. Verlag der Österreichischen Akademie der Wissenschaften, Wien 2002, ISBN 3-7001-3095-3.
- Imagination all compact. How did Charles Dickens compose his novels? Verlag der Österreichischen Akademie der Wissenschaften, Wien 2005, ISBN 3-7001-3528-9.